# WEC 27
WEC 27: Marshall vs. McElfresh foi o terceiro evento de MMA promovido pelo World Extreme Cagefighting sob a gestão da Zuffa. O evento aconteceu em 12 de maio de 2007 no Hard Rock Hotel and Casino em Las Vegas, Nevada

## Background
O lutador dos leves do UFC e futuro Campeão Peso Leve do WEC Jamie Varner era esperado para fazer sua estréia promocional nesse card contra Richard Crunkilton, mas a luta foi removida do card após Varner sofrer uma lesão nos treinos.

## Pagamentos
O seguinte pagamento dos lutadores foi divulgada pela Comissão Atlética de Nevada. Isso não inclui o dinheiro de patrocínio e bônus de "vestiário" muitas vezes dado pelo WEC.
- Doug Marshall: $8,000 (incluindo $4,000 de bônus de vitória) derrotou Justin McElfresh: $3,000
- Jason Miller: $30,000 ($15,000 bônus de vitória) derrotou Hiromitsu Miura: $3,000
- Ariel Gandulla: $6,000 ($3,000 bônus de vitória) derrotou Gary Padilla: $3,000
- Sherron Leggett: $6,000 ($3,000 bônus de vitória) derrotou Charlie Kohler: $5,000
- Marcus Hicks: $6,000 ($3,000 bônus de vitória) derrotou Sergio Gomez: $4,000
- Tommy Speer: $4,000 ($2,000 bônus de vitória) derrotou Sidney Silva: $4,000
- Manny Tapia: $8,000 ($4,000 bônus de vitória) derrotou Brandon Foxworth: $4,000
- Ed Ratcliff: $6,000 ($3,000 bônus de vitória) derrotou Johnny Sampaio: $2,000
- Eric Schambari: $6,000 ($3,000 bônus de vitória) derrotou Art Santore: $6,000